# Cleroclytus banghaasi
Cleroclytus banghaasi là một loài bọ cánh cứng trong họ Cerambycidae.